# Afrodontomyia gigas
Afrodontomyia gigas är en tvåvingeart som först beskrevs av Enrico Adelelmo Brunetti 1926.  Afrodontomyia gigas ingår i släktet Afrodontomyia och familjen vapenflugor. Inga underarter finns listade i Catalogue of Life.